# Tom Vannoppen
Tom Vannoppen (Ham, 21 december 1978) is een voormalig Belgische veldrijder. Hij werd prof in 1999 en reed sinds 21 december 2007 als elite zonder contract voor het AVB-team van Hans Van Kasteren, nadat hij door zijn vorige team, Sunweb-ProJob, was ontslagen omdat hij een groepstraining had gemist. Op 5 juni 2008 kondigde hij zijn afscheid aan het wielrennen aan. Op 14 oktober 2009 kondigde hij zijn comeback aan. Vanaf 20 oktober 2009 rijdt hij voor het team Mooserwirt Ridley Bike's. Bij zijn derde wedstrijd dat seizoen (B-cross Maldegem) mocht hij al direct op het hoogste schavotje staan. In augustus 2011 werd Vannoppen voor twee jaar geschorst nadat hij op doping betrapt was.
Op het WK veldrijden 2002 in Zolder behaalde hij zilver. In 1999 in Poprad en in 2000 in Sint-Michielsgestel werd hij vice-wereldkampioen bij de beloften.

## Palmares
- Brons BK Cyclocross Junioren 1996
- Winnaar Fond-de-Gras 1998
- Winnaar Dudzele 1999
- Vice-wereldkampioen beloften 1999 & 2000
- Vice-Belgisch kampioen beloften 1999 & 2000
- Winnaar Kayl 2000 & 2002
- Winnaar Vlaamse Druivenveldrit Overijse2001
- Vice-wereldkampioen elite 2002
- Winnaar Schulteiss-Cup 2003 & 2004
- Winnaar Superprestige Sint-Michielsgestel 2004
- Vice-Belgisch kampioen elite 2005
- Winnaar GvA-Trofee Rijkevorsel 2002
- Winnaar Zonnebeke 2004
- Winnaar Pétange 2005
- Winnaar Sint-Niklaas 2005
- Winnaar Maldegem (B-cross) 2009
- Winnaar Kessel (B-cross) 2010